# Ambasciatori prussiani in Sassonia

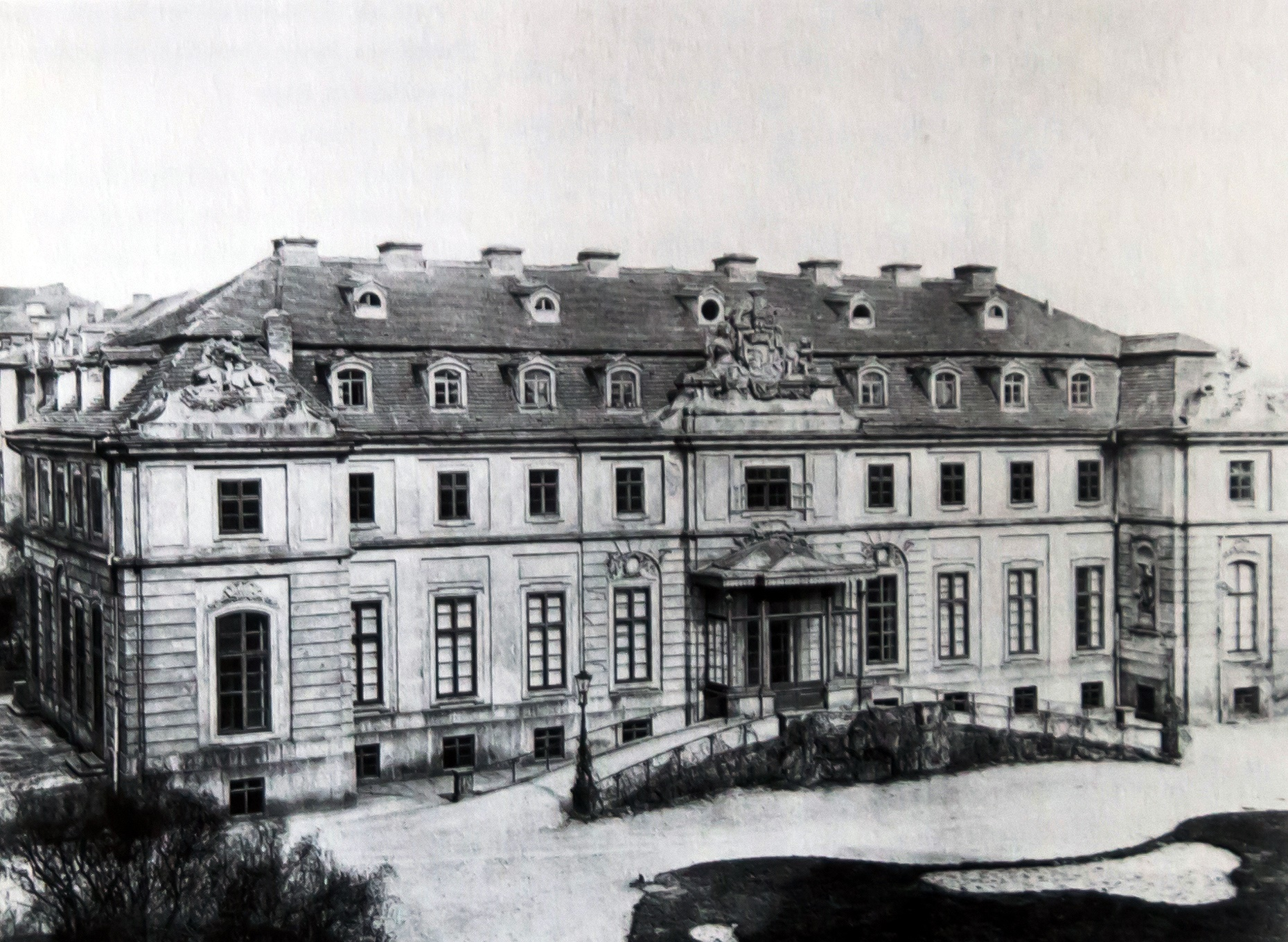
Palazzo Moszinska, sede dell'ambasciata prussiana in Sassonia, in una fotografia del 1870 circa

L'ambasciatore prussiano in Sassonia era il primo rappresentante diplomatico della Prussia in Sassonia.

## Storia
Le relazioni diplomatiche iniziarono ufficialmente nel 1650. Sin dal tardo medioevo però erano stati stabiliti una serie di legami forti tra la dinastia dei Wettin in Sassonia e quella degli Hohenzollern in Prussia, principalmente attraverso vari matrimoni d'interesse. Dal XVII secolo in poi le relazioni prussiano-sassoni vennero caratterizzate dall'aumento del potere politico della Prussia e dalla conseguente perdita di potere della Sassonia. Dal 1742 la Prussia istituì una propria ambasciata permanente a Dresda.
Vi furono delle temporanee interruzioni delle relazioni diplomatiche fra i due paesi in occasione della prima guerra di Slesia (dal 1740 al 1742), della seconda guerra di Slesia (dal 1745 al 1746), della guerra dei sette anni (dal 1756 al 1763) e della guerra austro-prussiana (1866); ciò avvenne anche durante le guerre napoleoniche in Germania (1813-1815).
Alla metà del XIX secolo, l'ambasciata prussiana si trovava a Palazzo Moszinska, Mosczinskystraße n.5. Dopo l'istituzione dell'Impero tedesco (1871), l'ambasciata divenne secondaria e venne sciolta dal libero stato della Prussia nel 1924.

## Regno di Prussia
- 1721: Kurt Christoph von Schwerin
- 1721–1726: Franz Wilhelm von Happe (1687–1760)
- 1740 Christoph Heinrich von Ammon (1713–1783)
- 1742–1745: Otto Leopold von Beeß (1690–1761)

1745 bis 1746: Unterbrechung der Beziehungen
- 1746–1748: Joachim Wilhelm von Klinggräff (1692–1757)
- 1748–1750: Johann Ernst von Voß (1726–1793)
- 1750–1756: Hans Dietrich von Maltzahn

1757-1763: Interruzione delle relazioni diplomatiche a causa della Guerra dei Sette anni
- 1763–1765: Adolf Friedrich von Buch (1732–1811)
- 1765–1775: Adrian Heinrich von Borcke (1736–1791)
- 1775–1775: Joachim Erdmann von Arnim (1741–1804)
- 1775–1787: Philipp Karl von Alvensleben (1745–1802)
- 1787–1792: Karl Friedrich von Geßler (1753–1829)
- 1792–1794: Friedrich Abraham Wilhelm von Arnim (1767–1812)
- 1795–1806: Carl Christian von Brockhausen (1767–1829)[1]
- 1807–18??: Peter Lautier, Chargée d'affaires[2]
- 18??–1813: Karl Friedrich von Geßler (1753–1829)[2]
- 1813–1816: vacante
- 1816–1819: Johann Christian Magnus von Oelsen (1775–1848)
- 1819–1848: Johann Ludwig von Jordan (1773–1848)
- 1848–1850: Julius von Canitz und Dallwitz (1815–1894), Chargée d'affaires
- 1850–1852: Ferdinand von Galen (1803–1881)
- 1852–1852: ? von der Schulenburg
- 1853–1859: Heinrich Alexander von Redern (1804–1888)
- 1859–1859: Eberhard zu Solms-Sonnenwalde (1825–1912)
- 1859–1863: Karl Friedrich von Savigny (1814–1875)
- 1863–1863: ? von Gundlach
- 1863–1864: Otto Carl Josias von Rantzau (1809–1864)
- 1864–1864: ? von Buddenbruck
- 1864–1866: Gustav von Schulenburg-Priemern

1866: Interruzione delle relazioni diplomatiche da giugno a ottobre
- 1866–1867: ? von Landsberg-Steinfurt
- 1867–1873: Friedrich von Eichmann (1826–1875)
- 1873–1878: Eberhard zu Solms-Sonnenwalde (1825–1912)
- 1878–1879: Otto von Dönhoff
- 1879–1906: Carl August von Dönhoff (1833–1906)
- 1906–1911: Prinz Hans zu Hohenlohe-Oehringen (1858–1945)
- 1911–1912: vacante
- 1912–1914: Alfred von Bülow (1851–1916)
- 1914–1919: Ulrich Karl Wilhelm von Schwerin (1864–1930)

## Libero stato della Prussia
- 1919–1920: vacante
- 1920–1922: Herbert von Berger (1881–1965)
- 1922–1924: Schellen, Chargée d'affaires

1924: Chiusura dell'ambasciata